# 茶山台
茶山台（ちゃやまだい）は、大阪府堺市南区の泉北ニュータウンにある地名。現行行政地名は茶山台一丁から茶山台三丁。住居表示は実施済み。

## 概要
江戸時代の陶器藩主小出氏の「茶亭」のあった「お茶山」の跡であることから、茶山台と名付けられた。

## 世帯数と人口
2020年（令和2年）3月31日現在（堺市発表）の世帯数と人口は以下の通りである。
| 丁目       | 世帯数    | 人口    |
| ---------- | --------- | ------- |
| 茶山台一丁 | 143世帯   | 277人   |
| 茶山台二丁 | 2,490世帯 | 4,513人 |
| 茶山台三丁 | 689世帯   | 1,369人 |
| 計         | 3,322世帯 | 6,159人 |

### 人口の変遷
国勢調査による人口の推移。
| 1995年（平成7年）  | 9,124人 | [ 6 ]  |  |
| 2000年（平成12年） | 8,255人 | [ 7 ]  |  |
| 2005年（平成17年） | 7,315人 | [ 8 ]  |  |
| 2010年（平成22年） | 6,901人 | [ 9 ]  |  |
| 2015年（平成27年） | 6,366人 | [ 10 ] |  |

### 世帯数の変遷
国勢調査による世帯数の推移。
| 1995年（平成7年）  | 3,204世帯 | [ 6 ]  |  |
| 2000年（平成12年） | 3,152世帯 | [ 7 ]  |  |
| 2005年（平成17年） | 3,044世帯 | [ 8 ]  |  |
| 2010年（平成22年） | 3,145世帯 | [ 9 ]  |  |
| 2015年（平成27年） | 3,071世帯 | [ 10 ] |  |

## 学区
市立小・中学校に通う場合、学区は以下の通りとなる。
| 丁目       | 番   | 小学校             | 中学校             |
| ---------- | ---- | ------------------ | ------------------ |
| 茶山台一丁 | 全域 | 堺市立茶山台小学校 | 堺市立若松台中学校 |
| 茶山台二丁 | 全域 | 堺市立茶山台小学校 | 堺市立若松台中学校 |
| 茶山台三丁 | 全域 | 堺市立茶山台小学校 | 堺市立若松台中学校 |

## 事業所
2016年（平成28年）現在の経済センサス調査による事業所数と従業員数は以下の通りである。
| 丁目       | 事業所数  | 従業員数 |
| ---------- | --------- | -------- |
| 茶山台一丁 | 202事業所 | 2,362人  |
| 茶山台二丁 | 9事業所   | 44人     |
| 茶山台三丁 | 37事業所  | 454人    |
| 計         | 248事業所 | 2,860人  |

## 施設

### 駅
- 南海泉北線泉ヶ丘駅 - 住所は竹城台であるが、茶山台と竹城台の境にある道路の真ん中にある。

### 商業施設
- パンジョ
  - 泉北髙島屋
- 茶山台近隣センター
  - 大丸ピーコック（現在は閉店）

### 公共施設
- 堺市立南図書館
- 堺市立ビッグバン
- 国際障害者交流センター

### 教育
- 堺市立茶山台小学校
- 茶山台幼稚園
- 泉北園（保育園）

### 公園
- 茶山公園
- 茶山第一公園
- 茶山第二公園
- しまうま公園

### その他
- 泉北茶山台郵便局

## その他

### 日本郵便
- 郵便番号 : 590-0115[3]（集配局：泉北郵便局[14]）。